# 鍾英 (嘉靖進士)
鍾英（1494年—？），字汝積，武驤右衛軍籍山東滋陽縣（今濟寧市兗州區）人，明朝政治人物。

## 生平
行一，治《詩經》，順天府鄉試第三十四名舉人，年三十歲中式嘉靖二年（1523年）癸未科會試第三十八名，第三甲第一百四十三名進士。嘉靖八年（1529年）任山西高平縣知縣。升泽州知州。

## 家族
曾祖钟昇。祖父钟刚。父钟瓒。母陈氏。具庆下。弟钟美。